# 大郷村 (山形県)
大郷村（おおさとむら）は、かつて山形県東村山郡にあった村。

## 沿革
- 1889年（明治22年）4月1日 - 町村制施行に伴い、東村山郡中野村・今塚村・見崎村・成安村・船町村の区域をもって大郷村が発足。
- 1954年（昭和29年）10月1日 - 山形市に編入。同日大郷村廃止。